# 大西洋航空670號班機空難
大西洋航空670號班機是一架載有16人的英國航太Bae146飛機。2006年10月10日，該航班在降落於斯圖爾機場時因減速板故障、跑道濕滑且飛行員不知道啟動緊急煞車後，機輪會被鎖死造成水飄現象，飛機因而衝出跑道摔落山崖，導致四人遇難。

## 航班
670號班機是一趟例行的包機航班，由阿克鑽探設備公司包下航班來接送員工。在2006年10月10日，該航班於當地時間早上7:15分從斯塔萬格機場起飛，機上載有12名乘客和4名機組員。機長是34歲的Niklas Djurhuus，在此航班擔任操作飛行員(PF)。副駕駛是38歲的Jakob Evald，此航班上擔任監控飛行員(PM)。出事當天早上的天氣為風速每秒3公尺，高度2500英呎有些微雲層，能見度超過10公里。

## 涉事飛機
當天執行670號班機的是一架註冊編號OY-CRG的英國航太BAe-146-200A，首飛於1987年6月23日，配有4具Lycoming ALF502R-5引擎。

## 事故經過

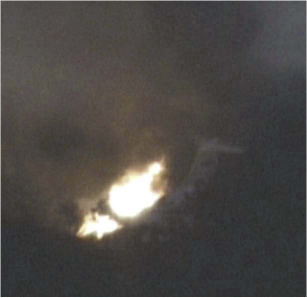
衝出跑道21秒後開始燃燒的670號班機

670號班機在7:23分開始進場，飛行員最初計畫目視進場15跑道。航管員在7:24分准許班機下降至4000英呎。飛機在7:27分改由斯圖爾機場塔台管制，此時飛行員要求改用33跑道降落，這樣就不必多盤旋一圈降落反方向的15跑道，塔台批准了此要求。
飛機在早上7點32分14秒以120節的速度降落在33跑道，降落後副駕駛隨即喊出“放扰流板”，機長在半秒後放出扰流板。然而駕駛艙內的減速板指示燈並未亮起，兩秒後副駕駛報出“沒有扰流板”，同時檢查了液壓和開關都設定正常。同時間機長將油門收到最小，並踩下煞車。當飛機滑過跑道中段後，飛行員認為煞車並沒有奏效，機長緊接著啟動了緊急煞車，使得防鎖死煞車系統（ABS）因而解除。
此時，飛機已經沒有足夠的速度复飞。意識到飛機很可能衝出跑道，機長決定使用前起落架轉向系統，先快速向右接著向左，藉此增加起落架與地面之間的摩擦力。落地22.8秒後，飛機以約15～20節的速度衝出跑道。	

## 調查
挪威事故調查委員會（AIBN）調查發現，670號班機的扰流板可能因機械故障而沒有放出。飛行員最初雖然啟用了機輪煞車，但他們因認為無法及時停下而啟動緊急煞車系統。此系統的啟動使機輪完全鎖死，在積水的跑道上因而產生了水飄現象，造成飛機無法及時停下。因为飞行员没有受过这种情况的训练且大部分事故原因是飞机设计缺陷，故不追究责任。

## 事故之後
斯圖爾機場的跑道比原先的增加了50公尺，同時新增了排水槽減少跑道積水的風險。
大西洋航空在2007年停止了飛往斯圖爾機場的航班。

## 大眾媒體
此空難被拍攝為《空中浩劫》第十五季第六集「Edge of Disaster」。

## 類似事件
- 美國航空1420號班機空難
- 法國航空358號班機事故
- 巴西天馬航空3054號班機空難